# Copa do Nordeste
Copa do Nordeste (în română: Cupa de Nord-Est), este o competiție de fotbal braziliană organizată de Confederația Braziliană de Fotbal (CBF). Această competiție reunește cele mai mari echipe din statele din nord-estul Braziliei.

## Istoric
Înființată în 1994, Copa do Nordeste este o competiție de cupă la care participă doar echipele din nord-estul Braziliei. Impactul a fost așa mare din prisma publicului, încât fanii au botezat această competiție „Liga Lampions”, care a devenit cel mai de succes campionat regional de fotbal din țara natală. Alexi Portela, președintele ligii care organizează cupa, declara în 2015:
„Toată lumea recunoaște că acesta este unul dintre cele mai bune turnee din Brazilia în acest moment, aici echipele preferă să joace în Copa do Nordeste decât în Copa do Brasil. Impactul financiar pentru aceste cluburi a fost mare. Turneul a devenit cu adevărat semnificativ pentru fiecare dintre aceste cluburi.”

De la înființare, Copa do Nordeste a fost de asemenea bine primită de cluburi, deoarece a fost și este încă profitabilă pentru cei implicați. În ediția din 2017, s-a câștigat premii în bani de peste 18 milioane R$. Data viitoare, valoarea ar trebui să ajungă la 23 de milioane R$. Proporțional, fiecare meci din turneu valorează bani pentru cluburile care joacă în Seria B. Mai mult, formatul deciziilor eliminatorii și ciocnirea dintre marile cluburi locale, precum Bahia, Vitória, Sport Recife, Náutico, Santa Cruz, Fortaleza și Ceará, sunt două dintre ingredientele principale ale rețetei unei competiții care a stimulat fanii locali. Rivalitatea intensă dintre ei adaugă savoare, la fel și entuziasmul suporterilor autohtoni, cunoscuți drept cei mai pasionați și dedicați din țară.
„Am crescut (în public) cu 22% anul trecut și sperăm să creștem cu 30% anul acesta”, spune Portela. „Fără îndoială că vorbim despre competiția cu cea mai rapidă creștere din Brazilia astăzi.”
Inspirat de Liga Campionilor, cupa are muzică proprie - a fost rearanjată de dirijorul Eduardo Souto Neto, compozitorul „Temei da Vitória”, cunoscut la nivel național în triumfurile lui Ayrton Senna; minge specifică „Asa Branca”, nume ales de public într-un sondaj pe internet; „Tour da Taça” - „orelhuda”, așa cum este numit pentru că seamănă cu omonimul european, are nouă inele, făcând aluzie la numărul de state din regiune – trece prin marile orașe participante; și nu în ultimul rând, Zeca Brito, o mascotă plină de viață și amuzantă care este prezentă la toate jocurile și ceremoniile principale ale turneului. Aceste lucrări sunt organizate și realizate, de cele mai multe ori de Esporte Interativo, un radiodifuzor aparținând grupului nord-american Turner, care a decis să parieze pe turneul regional în 2013, când a revenit în calendarul brazilian și nu avea încă aceeași dimensiune ca și astăzi.

## Rezultate
| Finala | Câștigătoare | Scor | Finalistă | Finala | Câștigătoare | Scor | Finalistă | Finala | Câștigătoare | Scor | Finalistă |
| ------ | ------------ | ---- | --------- | ------ | ------------ | ---- | --------- | ------ | ------------ | ---- | --------- |

| 2034 |                |       |               | 2035 |                |       |                | 2036 |             |       |              |
| 2031 |                |       |               | 2032 |                |       |                | 2033 |             |       |              |
| 2028 |                |       |               | 2029 |                |       |                | 2030 |             |       |              |
| 2025 |                |       |               | 2026 |                |       |                | 2027 |             |       |              |
| 2022 | Fortaleza      | 2 – 1 | Sport Recife  | 2023 | Ceará ✠        | 2 – 2 | Sport Recife   | 2024 | Fortaleza ✠ | 2 – 2 | CRB          |
| 2019 | Fortaleza      | 2 – 0 | Botafogo PB   | 2020 | Ceará          | 4 – 1 | Bahia          | 2021 | Bahia ✠     | 2 – 2 | Ceará        |
| 2016 | Santa Cruz     | 3 – 2 | Campinense    | 2017 | Bahia          | 2 – 1 | Sport Recife   | 2018 | Sampaio     | 1 – 0 | Bahia        |
| 2013 | Campinense     | 4 – 1 | Arapiraquense | 2014 | Sport Recife   | 3 – 1 | Ceará          | 2015 | Ceará       | 3 – 1 | Bahia        |
| 2002 | Bahia          | 5 – 3 | Vitória       | 2003 | Vitória ✠      | 1 – 1 | Flum. de Feira | 2010 | Vitória     | 2 – 1 | ABC          |
| 1999 | Vitória        | 2 – 1 | Bahia         | 2000 | Sport Recife ✠ | 4 – 4 | Vitória        | 2001 | Bahia       | 3 – 1 | Sport Recife |
| 1994 | Sport Recife ✠ | 0 – 0 | CRB           | 1997 | Vitória        | 4 – 2 | Bahia          | 1998 | América RN  | 4 – 3 | Vitória      |

## Palmares
| Stat | Club Sportiv | Trofee | Prima oară | Ultima oară | Finalistă | Prima oară | Ultima oară | Finale jucate |

| Bahia               | Bahia          | 4 | 2001 | 2021 | 5 | 1997 | 2020 | 9 |
| Bahia               | Vitória        | 4 | 1997 | 2010 | 3 | 1998 | 2002 | 7 |
| Pernambuco          | Sport Recife   | 3 | 1994 | 2014 | 4 | 2001 | 2023 | 7 |
| Ceará               | Ceará          | 3 | 2015 | 2023 | 2 | 2014 | 2021 | 5 |
| Ceará               | Fortaleza      | 3 | 2019 | 2024 | - | -    | -    | 3 |
| Paraíba             | Campinense     | 1 | 2013 | -    | 1 | 2016 | -    | 2 |
| Rio Grande do Norte | América RN     | 1 | 1998 | -    | - | -    | -    | 1 |
| Pernambuco          | Santa Cruz     | 1 | 2016 | -    | - | -    | -    | 1 |
| Maranhão            | Sampaio        | 1 | 2018 | -    | - | -    | -    | 1 |
| Alagoas             | CRB            | - | -    | -    | 2 | 1994 | 2024 | 2 |
| Bahia               | Flum. de Feira | - | -    | -    | 1 | 2003 | -    | 1 |
| Rio Grande do Norte | ABC            | - | -    | -    | 1 | 2010 | -    | 1 |
| Alagoas             | Arapiraquense  | - | -    | -    | 1 | 2013 | -    | 1 |
| Paraíba             | Botafogo PB    | - | -    | -    | 1 | 2019 | -    | 1 |

## Format
Pentru turneul principal doar 16 cluburi au drept de participare, 12 cluburi calificate direct în faza grupelor (9 campioane ale ligii de stat și echipele cel mai bine plasate în clasamentul CBF) și alte 4 cluburi care li se alătură, după ce se califică trecând de rundele preliminare. În trecut cele 16 cluburi erau împărțite în 4 grupe a câte 4 echipe, sistemul după care se disputau meciurile din grupă era identic cu cel din Liga Campionilor, astfel în faza grupelor fiecare echipă avea să joace un total de 6 meciuri, 3 meciuri acasă (pe teren propriu) și 3 meciuri în deplasare, ele disputând câte două partide împotriva fiecărei echipe din grupă în sistem tur-retur.
După încheierea grupelor, cele mai bune două echipe din fiecare grupă avansează în faza eliminatorie. Meciurile din sferturile din finală, semifinale și finala se jucau în doua manse, din 2019 doar finala se mai joacă în două manșe, manșa secundă urmând să se dispute pe terenul celei mai bune echipe din competiție. Tot din 2019, în caz de egalitate, departajarea se va face la loviturile de departajare, la fel și finala, regula prelungirilor și golului marcat în deplasare ne mai fiind valabile.
Din 2015 până în 2017, au participat 20 de cluburi, ele fiind împărțite în 5 grupe a câte 4 echipe, sistemul pentru disputarea meciurilor era același, doar că de data aceasta aveau să avanseze în faza eliminatorie echipele de pe primul loc și cele mai bune trei echipe clasate pe locul doi. Din 2019, în faza grupelor cele 16 cluburi eligibile sunt împărțite în 2 grupe de câte 8. Echipele din grupa A le vor înfrunta doar pe cele din grupa B într-o singură rundă, fiecare echipă va avea de jucat un total de 8 partide, 4 meciuri acasă și 4 în deplasare. Primii patru din fiecare grupă se califică în sferturile de finală.